# Movimiento de estadidad del Distrito de Columbia

La bandera del Distrito de Columbia

El movimiento de estadidad del Distrito de Columbia es un movimiento político que aboga por convertir al Distrito de Columbia en un estado de EE. UU., para proporcionar a los residentes del Distrito de Columbia representación con derecho a voto en el Congreso y control total sobre los asuntos locales.

Una variante de protesta de la bandera, 2002

Desde su establecimiento por la "Cláusula de Distrito" en el Artículo I, Sección 8, Cláusula 17 de la Constitución de los Estados Unidos, el Distrito de Columbia ha sido un distrito federal bajo la jurisdicción legislativa exclusiva del Congreso de los Estados Unidos. Actualmente se debate si el Distrito de Columbia podría ser convertido en estado por una ley del Congreso o si requeriría una enmienda constitucional. Las propuestas alternativas a la estadidad incluyen la retrocesión del Distrito de Columbia y las reformas del derecho al voto. Si el Distrito de Columbia se convirtiera en un estado, sería el primer estado admitido en la unión desde 1959. (Véase también Estado 51).
Como estado, ocuparía el puesto 49 por población en 2020 (por delante de Vermont y Wyoming);el primero en densidad de población a partir de 2020 (con 11,685 personas/milla cuadrada en comparación con el siguiente estado más denso, Nueva Jersey con 1,207 personas/milla cuadrada);51.º por área;34.º por PIB a partir de 2020;primero por PIB per cápita a partir de 2019 (con $177 442, es casi 2,4 veces el siguiente estado, Massachusetts con $75 258);primero en logros educativos en 2018 (con un 59,7 % de residentes con un título de licenciatura y un 34,0 % con un título avanzado);sexto en términos del Índice de Desarrollo Humano a partir de 2018,y primero por tasa de delitos violentos.
Para la mayor parte del movimiento de estadidad moderno (1980-2019), el nombre del nuevo estado habría sido el Estado de Nueva Columbia, aunque el Washington D. C. La Ley de Admisión aprobada por la Cámara de Representantes de los Estados Unidos en 2020 y 2021 se refiere al estado propuesto como el Estado de Washington, la Mancomunidad de Douglass para honrar a Frederick Douglass.

## Historia

### Cláusula de Distrito de la Constitución
A finales del siglo XVIII, varias personas creían que el Congreso necesitaba controlar la capital nacional. Esta creencia resultó en la creación de una capital nacional, independiente de cualquier estado, mediante la Cláusula de Distrito de la Constitución, con una superficie máxima de 100 millas cuadradas (260 km²; 64 000 acres; 26 000 ha) (es decir, basada en un cuadrado cuyos lados no superan las «diez millas» de longitud).

La "Cláusula de Distrito" del Artículo I, Sección 8, Cláusula 17 de la Constitución de los Estados Unidos establece:
[El Congreso tendrá poder] para ejercer legislación exclusiva en todos los casos, sobre el distrito (que no exceda de diez millas cuadradas) que, por cesión de estados particulares y la aceptación del Congreso, pueda convertirse en la sede del gobierno de los Estados Unidos.
En apoyo a la creación del Distrito de Columbia, James Madison escribió en el Federalista N.º 43 que los residentes del nuevo distrito federal "habrán tenido voz en la elección del gobierno que ejercerá autoridad sobre ellos".Madison no dio más detalles sobre cómo sería esto, pero incluso con una parcela entonces no identificada sugirió que los principios de autogobierno no estarían ausentes en la capital de la República.

### Primeros debates sobre el derecho al voto
En 1788, Maryland cedió el terreno donde se formó el distrito. En 1790, el Congreso aprobó la Ley de Residencia, que situó el distrito en el río Potomac, entre los ríos Anacostia y Connogochegue, con la misma ubicación elegida por el presidente George Washington. Su elección se anunció el 24 de enero de 1791, y la Ley de Residencia se modificó para incluir los terrenos que Virginia había cedido en 1790. Dichos terrenos fueron devueltos a Virginia en 1847. El Congreso no se trasladó oficialmente a la nueva capital federal hasta el primer lunes de diciembre de 1800. Durante ese tiempo, el distrito fue gobernado por una combinación de una junta de comisionados designada por el gobierno federal, las legislaturas estatales y los gobiernos locales electos.
Un año después de mudarse al distrito, el Congreso aprobó la Ley Orgánica del Distrito de Columbia de 1801 e incorporó el nuevo distrito federal bajo su exclusiva autoridad, según lo permitía la Cláusula de Distrito. Dado que el Distrito de Columbia ya no formaba parte de ningún estado, sus residentes perdieron representación con derecho a voto en el Congreso y el Colegio Electoral, así como su voz en las Enmiendas Constitucionales y el derecho a la autonomía, hechos que no pasaron desapercibidos.En enero de 1801, se celebró una reunión de ciudadanos del distrito que dio como resultado una declaración al Congreso en la que se comentaba que, como resultado de la inminente Ley Orgánica, «quedaremos completamente privados de derechos respecto al gobierno nacional, sin garantía alguna para participar en la formulación de las más mínimas regulaciones locales que nos afecten. Quedaremos reducidos a esa condición deplorable de la que nos quejamos patéticamente en nuestras acusaciones contra Gran Bretaña: estar sujetos a impuestos sin representación».
Las conversaciones sobre el sufragio para el Distrito de Columbia comenzaron casi de inmediato, aunque se centraron principalmente en enmiendas constitucionales y la retrocesión, no en la estadidad. En 1801, Augustus Woodward, bajo el seudónimo de Epaminondas, publicó una serie de artículos periodísticos en el National Intelligencer proponiendo una enmienda constitucional que diría: «El Territorio de Columbia tendrá derecho a un senador en el Senado de los Estados Unidos y a un número de miembros en la Cámara de Representantes proporcional a su población».Desde entonces, se han presentado más de 150 enmiendas constitucionales y proyectos de ley para otorgar representación al Distrito de Columbia, lo que ha dado lugar a audiencias en el Congreso en más de veinte ocasiones, la primera de las cuales tuvo lugar en 1803.En ese momento, el Congreso presentó resoluciones para retroceder la mayor parte del Distrito de Columbia a Maryland. Los ciudadanos, temerosos de que se trasladara la sede del gobierno, solicitaron que se otorgara al Distrito de Columbia un gobierno territorial y una enmienda a la Constitución para la igualdad de derechos. Pero James Holland, de Carolina del Norte, argumentó que la creación de un gobierno territorial dejaría a los ciudadanos insatisfechos. Dijo: «El siguiente paso será solicitar la admisión como miembro de la Unión, y, si se sigue la práctica relativa a los territorios, se debe, tan pronto como su número lo autorice, admitirlos en la Unión».

### Finales delsigloXIXy principios delXX
La primera propuesta para la representación en el Congreso que se consideró seriamente se presentó en 1888,pero no fue hasta 1921 que el Congreso celebró audiencias sobre el tema. Dichas audiencias dieron como resultado el primer proyecto de ley, presentado por el senador Wesley Livsey Jones (republicano por Washington), que se reportó fuera del comité y que habría abordado la representación distrital. El proyecto de ley habría permitido, aunque no obligado, al Congreso tratar a los residentes de Washington D. C. como si fueran ciudadanos de un estado.

### Era de los derechos civiles y la Vigésima Tercera Enmienda, décadas 1950-1970
Los miembros del Congreso continuaron proponiendo enmiendas para abordar la falta de representación del Distrito, y los esfuerzos se intensificaron como parte del movimiento por los derechos civiles a finales de la década de 1950.Esto finalmente resultó en la aprobación de la Vigésima Tercera Enmienda en 1961, que otorgó al distrito votos en el Colegio Electoral proporcionales a su tamaño, como si fuera un estado, pero no más que el estado menos poblado.Los ciudadanos del Distrito de Columbia han ejercido este derecho desde las elecciones presidenciales de 1964.
Como a los ciudadanos del Distrito aún se les negaba el sufragio pleno, los miembros continuaron proponiendo proyectos de ley para abordar la representación en el Congreso. Dichos proyectos de ley salieron de la comisión en 1967 y 1972, pasaron al pleno de la Cámara para su votación en 1976, y en 1978 dieron lugar a la propuesta formal de la Enmienda al Derecho al Voto del Distrito de Columbia. Sin embargo, dicha enmienda expiró en 1985, con 22 ratificaciones menos de las 38 necesarias.

### Década de 1980–2015

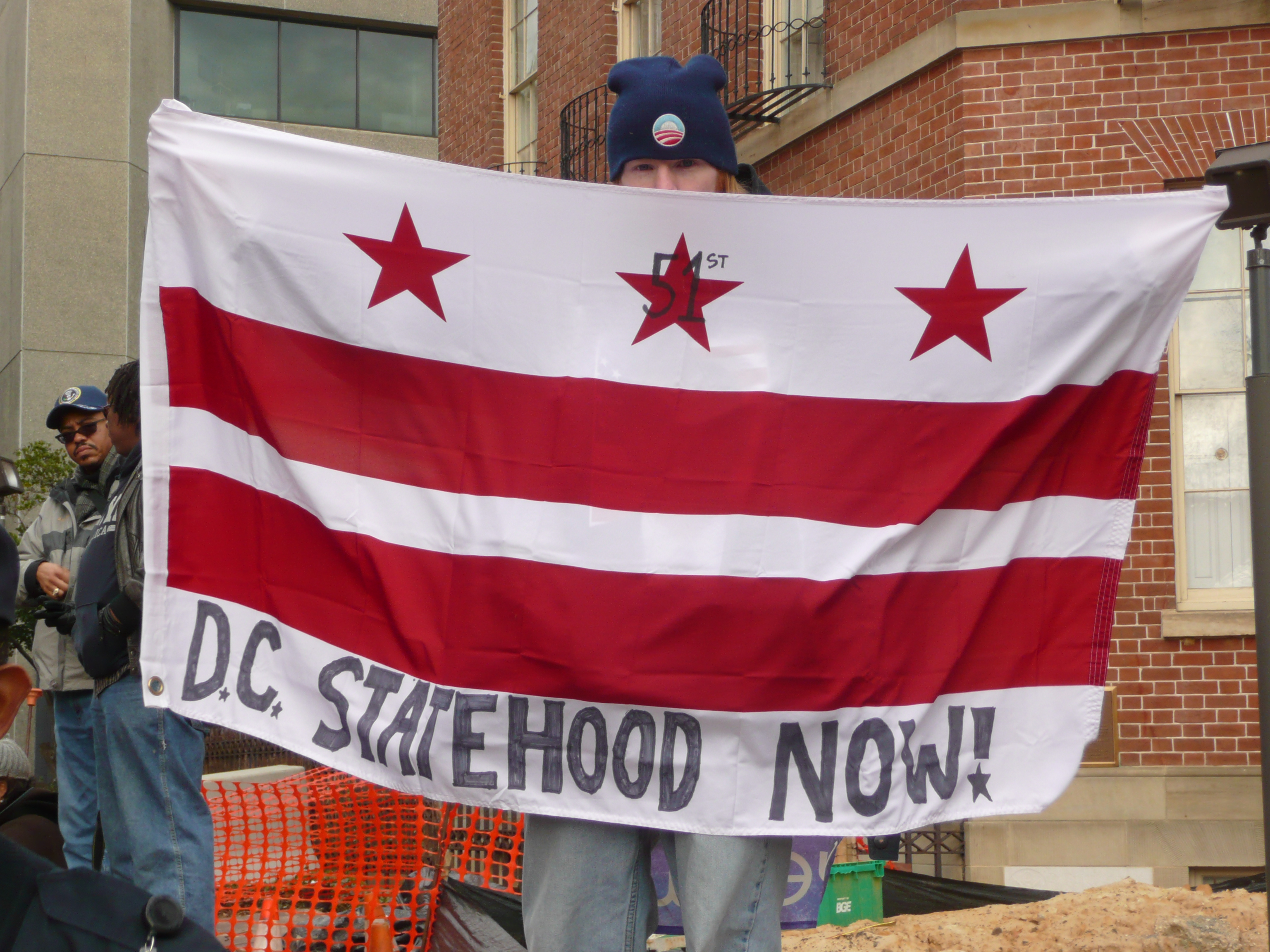
Bandera de "D.C. ¡Estado Ya!" en la inauguración presidencial de 2013

Antes del fracaso de la Enmienda del Derecho al Voto del Distrito de Columbia, pero cuando su aprobación parecía improbable, los votantes del Distrito finalmente comenzaron a buscar la estadidad. En 1980, J. Edward Guinan, exsacerdote paulista y fundador de la Comunidad para la No Violencia Creativa, propuso la estadidad como iniciativa.Los votantes del Distrito aprobaron la convocatoria de una convención constitucional para redactar una propuesta de constitución estatal, tal como lo habían hecho los territorios estadounidenses antes de su admisión como estados. La convención se celebró de febrero a abril de 1982.La propuesta de constitución fue ratificada por los votantes del Distrito en 1982 para un nuevo estado llamado "Nueva Columbia".En 1987, se redactó otra constitución estatal, que nuevamente se refería al estado propuesto como Nueva Columbia. Desde el 98.º Congreso, se han presentado más de una docena de proyectos de ley de estadidad, y dos de ellos fueron reportados por el comité de jurisdicciones.El segundo de estos proyectos de ley llegó al pleno de la Cámara en noviembre de 1993, para el único debate y votación sobre la estadidad de Washington D. C. Fue derrotado en la Cámara de Representantes por 277 votos a favor y 153 en contra.
Según la constitución estatal propuesta en 1980, el distrito aún selecciona a miembros de una delegación congresional en la sombra, compuesta por dos senadores y un representante en la sombra, para presionar al Congreso a fin de que otorgue la estadidad. El Congreso no reconoce oficialmente estos cargos. Además, hasta mayo de 2008, el Congreso prohibió al distrito destinar fondos a cabildear a favor de la representación con derecho a voto o la estadidad
Desde la votación de 1993, cada año se han presentado en el Congreso proyectos de ley para conceder la estadidad al distrito, pero no se han llevado a votación.Después de un referéndum de estadidad en 2012 en el territorio estadounidense de Puerto Rico, los comentaristas políticos respaldaron la idea de admitir tanto al Distrito como a Puerto Rico en la Unión.
En julio de 2014, el presidente Barack Obama se convirtió en el segundo presidente en funciones, después de Bill Clinton en 1993, en respaldar la estadidad del Distrito de Columbia. Al preguntársele su opinión sobre la estadidad en un evento público, dijo: «Estoy en Washington D. C., así que estoy a favor... Los residentes de Washington D. C. pagan impuestos como todos los demás... Contribuyen al bienestar general del país como todos los demás. Deberían estar representados como todos los demás. Y no es que Washington D. C. no sea lo suficientemente grande en comparación con otros estados. Ha habido un largo movimiento para lograr la estadidad de Washington D. C. y yo lo he apoyado durante bastante tiempo. El proceso político ha resultado difícil de aprobar en el Congreso, pero creo que es absolutamente lo correcto».Los residentes de Washington D. C. ahora pagan más impuestos que 22 estados.
No hubo audiencias en el Congreso sobre la estadidad de D.C. durante más de 20 años tras la votación en el pleno de 1993. Pero el 15 de septiembre de 2014, el Comité de Seguridad Nacional y Asuntos Gubernamentales del Senado de los Estados Unidos celebró una audiencia sobre el proyecto de ley S. 132, que habría creado un nuevo estado a partir del actual Distrito de Columbia, similar al proyecto de ley de 1993.
El 4 de diciembre de 2015, se le otorgó al Distrito de Columbia la membresía en la Organización de Naciones y Pueblos No Representados, un grupo de defensa de grupos de personas y territorios que no reciben representación plena en el gobierno del estado en el que residen.

### Referéndum sobre la estadidad de 2016
El 15 de abril de 2016, la alcaldesa del Distrito, Muriel Bowser, convocó a una votación distrital sobre si la capital del país debía convertirse en el 51.º estado.A esto le siguió la publicación de una propuesta de constitución estatal.Esta constitución convertiría al alcalde del Distrito de Columbia en gobernador del estado propuesto, mientras que los miembros del Consejo de Distrito conformarían la propuesta Cámara de Delegados. Si bien "Nueva Columbia" se ha asociado desde hace tiempo con el movimiento, los miembros de la comunidad consideraron que otros nombres, como Potomac o Douglass, eran más apropiados para la zona.
El 8 de noviembre de 2016, los votantes del Distrito de Columbia votaron abrumadoramente a favor de la estadidad, con un 86 % de los votantes votando a favor de la aprobación de la propuesta.Si bien el nombre propuesto para el estado en la boleta electoral enviada a los votantes figuraba como "Estado de Nueva Columbia", la resolución aprobada por el Consejo del Distrito de Columbia en octubre de 2016, semanas antes de las elecciones, cambió el nombre a "Estado de Washington, D.C.", donde "D.C." significa "Douglass Commonwealth", una referencia al abolicionista afroamericano Frederick Douglass, quien vivió en Washington D. C. de 1877 a 1895.

### Ley de Admisión del Distrito de Columbia (H.R. 51)
En marzo de 2017, la delegada del Congreso del Distrito, Eleanor Holmes Norton, presentó la Ley de Admisión de Washington D. C. para proponer la estadidad de D.C. en la Cámara de Representantes de los Estados Unidos.En mayo de 2017, la ley fue presentada en el Senado de los Estados Unidos.Estos esfuerzos fueron respaldados por la coalición activista 51 for 51.
En febrero de 2019, el liderazgo demócrata de la Cámara de Representantes respaldó una legislación para otorgar la condición de estado a Washington D. C.La H.R. 1, conocida como la Ley Para el Pueblo de 2019, incluyó una expresión de apoyo no vinculante, que fue aprobada en marzo de 2019 con una votación de 234 a 193, siguiendo líneas partidarias: los demócratas a favor y los republicanos en contra.
Las protestas por George Floyd en junio de 2020 llamaron la atención sobre situaciones de injusticia racial, y el controvertido uso de la Guardia Nacional de Washington D. C. (entre otras fuerzas) por parte del presidente Trump para dispersar a los manifestantes cerca de la Casa Blanca enfureció al gobierno municipal, que, a diferencia de los estados de Estados Unidos, no controla directamente su Guardia Nacional. El 26 de junio de 2020, la Cámara de Representantes aprobó la "Ley de Admisión de Washington, D. C." por 232 votos a favor y 180 en contra, en gran medida siguiendo las líneas de partido; Collin Peterson y Justin Amash fueron los únicos demócrata y libertario, respectivamente, que votaron en contra.La ley fracasó en el Senado, controlado por los republicanos, al final del 116.º CongresoEl 4 de enero de 2021, la delegada Norton reintrodujo la ley H.R. 51 a principios del 117.º Congreso con un récord de 202 copatrocinadores.
La Ley de Admisión de Washington D. C. crearía el estado denominado "Washington, Douglass Commonwealth" (llamado así en honor a Frederick Douglass). Como estado, el Douglass Commonwealth recibiría dos senadores y un representante en la Cámara de Representantes, con base en su población.La ley de admisión recortaría un distrito federal más pequeño, denominado "la Capital", que incluiría la Casa Blanca, el Capitolio de los EE. UU., otros edificios federales, el National Mall y sus monumentos.El proyecto de ley incluía una sección para crear procedimientos más rápidos para derogar la Enmienda Vigésima Tercera, la cual otorga al distrito tres votos electorales en las elecciones presidenciales. También derogaría la Sección 21 del Título 3 del Código de los EE. UU., que, para fines de las elecciones presidenciales, incluye al Distrito de Columbia dentro del concepto de “Estado”. Si la Enmienda Vigésima Tercera no fuese derogada, el pequeño distrito restante como sede del gobierno federal retendría tres votos en el Colegio Electoral; el Congreso necesitaría legislar una forma de nombrar a los electores, tal como exige la enmienda,siendo una posibilidad asignarlos al ganador del voto popular. El 14 de abril de 2021, el Comité de Supervisión y Reforma de la Cámara de Representantes de los EE. UU. votó a favor del proyecto de ley, allanando el camino para que la Cámara lo votara.El 22 de abril, la Cámara aprobó el proyecto con 216 votos a favor y 208 en contra.

#### S. 51
El 26 de enero de 2021, Tom Carper, de Delaware, presentó un proyecto de ley similar, el S. 51, "Un proyecto de ley para disponer la admisión del Estado de Washington, D.C., en la Unión", en el Senado de los Estados Unidos, con un récord de 38 copatrocinadores.Otros copatrocinadores se sumaron, totalizando 45 hasta el 17 de abril, todos ellos demócratas o independientes.En enero de 2025, Eleanor Holmes Norton y el senador de Maryland Chris Van Hollen volvieron a presentar el proyecto de ley.

## Argumentos a favor

### Derecho al autogobierno
Los defensores de la estadidad y la representación electoral para el Distrito de Columbia argumentan que, como ciudadanos estadounidenses, los aproximadamente 706.000 residentes del Distrito(más que Wyoming y Vermont) deberían tener el mismo derecho a determinar cómo se gobiernan que los ciudadanos de un estado. Al menos desde 1776, George Mason escribió en la Declaración de Derechos de Virginia:
VI. Que las elecciones de los miembros para servir como representantes del pueblo en la asamblea deben ser libres; y que todos los hombres, con suficiente evidencia de interés común permanente y apego a la comunidad, tienen derecho al sufragio, y no pueden ser gravados ni privados de sus bienes para usos públicos sin su propio consentimiento o el de sus representantes elegidos, ni estar sujetos a ninguna ley a la que no hayan dado su consentimiento, en aras del bien común.

VII. Que todo poder de suspender leyes o su ejecución por cualquier autoridad sin el consentimiento de los representantes del pueblo es lesivo a sus derechos y no debe ejercerse.
Según la Constitución, el Congreso tiene la facultad exclusiva de supervisar a Washington D. C., lo que ha generado tensión en la forma en que Washington D. C. asigna su presupuesto y responde a emergencias. En 2016, el Congreso rechazó un intento de Washington D. C. de obtener el control total de su presupuesto, que históricamente ha supervisado.Muriel Bowser también ha argumentado que la estadidad de Washington D. C. podría haber resultado en una respuesta más rápida al ataque al Capitolio de los Estados Unidos del 6 de enero, ya que los gobernadores estatales tienen la facultad de movilizar a sus unidades de la Guardia Nacional.

### Derechos civiles y humanos

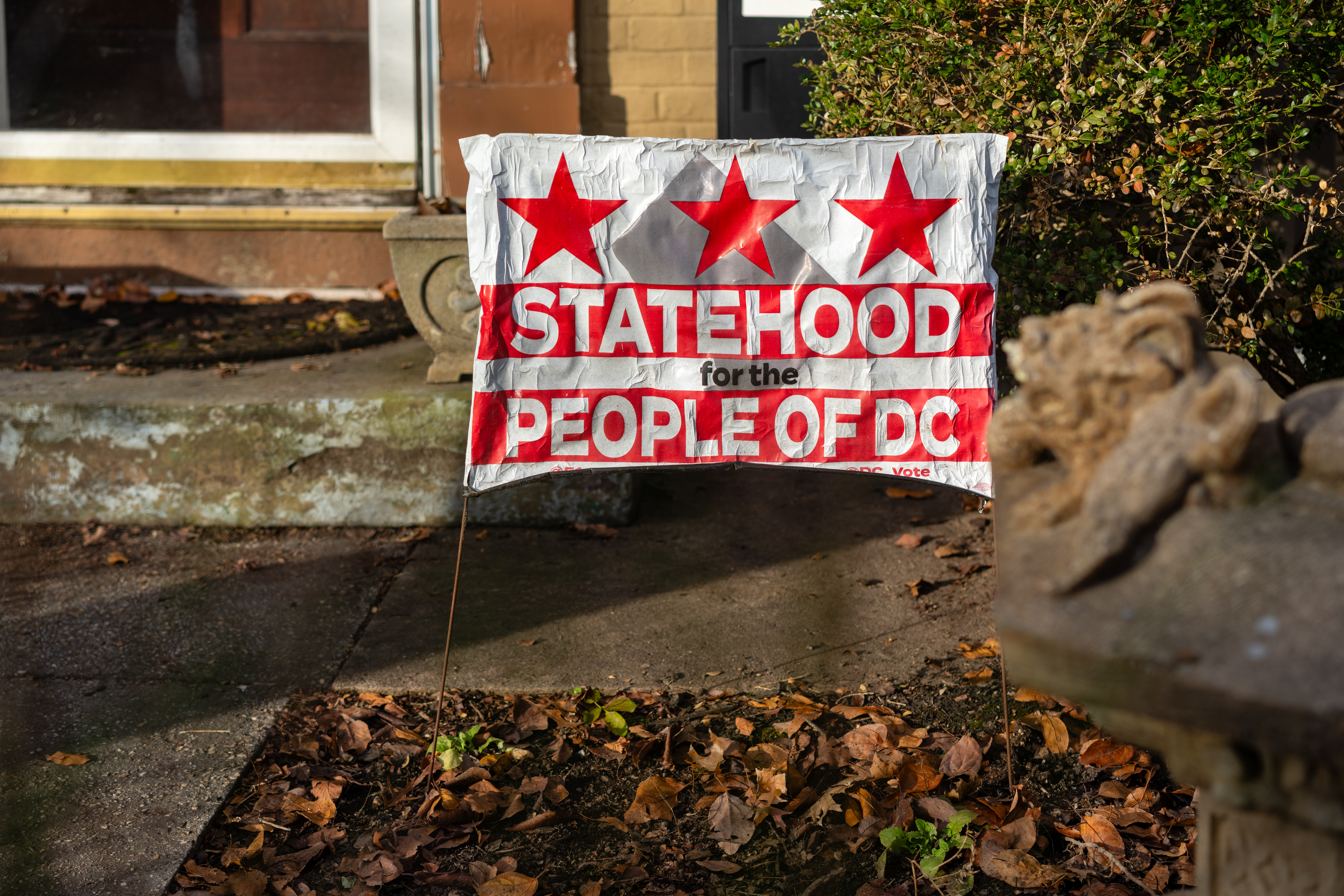
Letrero de jardín, "Estado para el pueblo de DC"

La falta de representación con derecho a voto en el Congreso del distrito ha generado un debate sobre la situación de los derechos civiles de sus residentes. Ley de Voto en Ausencia para Ciudadanos Uniformados y en el Extranjero, que permite a los ciudadanos estadounidenses votar en ausencia por los representantes congresionales de su estado de origen desde cualquier parte del mundo,no se aplica si un ciudadano estadounidense se muda al distrito, lo que significa que quienes se mudan o residen permanentemente en el área no tienen representación con derecho a voto en el Congreso.
Desde 2006, el informe del Comité de Derechos Humanos de las Naciones Unidas ha citado a Estados Unidos por negar a los residentes de D.C. el derecho al voto, en supuesta violación del Pacto Internacional de Derechos Civiles y Políticos, un tratado que Estados Unidos ratificó en 1992.En 2015, D.C. se convirtió en miembro de la Organización de Naciones y Pueblos No Representados.
El comentarista del Boston Globe, Abdallah Fayyad, calificó de "racistas" los argumentos en contra de la estadidad, dirigidos contra la alta población afroamericana del distrito. Fayyad señaló que los opositores a menudo insinuaban que no se podía confiar en que las personas negras se autogobernaran, por ejemplo, cuando señalaban la delincuencia y la corrupción gubernamental a pesar de los mismos problemas en los estados.Un informe del Instituto de Políticas para la Equidad de Género (GEPI) detalla cómo el sistema tributario sin representación plena de los residentes del distrito afecta desproporcionadamente a las personas de color y a las mujeres.

### Argumentos fiscales
A diferencia de los residentes de territorios estadounidenses como Puerto Rico o Guam, que también cuentan con delegados sin derecho a voto, los ciudadanos del Distrito de Columbia están sujetos a todos los impuestos federales de Estados Unidos.En el año fiscal 2007, los residentes y las empresas del Distrito de Columbia pagaron 20.400 millones de dólares en impuestos federales; una cifra superior a la recaudada en 19 estados y la tasa federal per cápita más alta.
Esta situación ha dado lugar al uso de la frase "Acabar con los impuestos sin representación" por parte de quienes están a favor de otorgarle al Distrito de Columbia representación con derecho a voto en el Congreso. Desde noviembre de 2000, la matrícula estándar de los vehículos de Washington D. C., ha incluido algún tipo de este eslogan. El presidente Bill Clinton hizo colocar estas placas en las limusinas presidenciales poco antes del final de su segundo mandato. Sin embargo, el presidente George W. Bush, en uno de sus primeros actos oficiales como presidente, ordenó su retirada.El uso de las placas de "impuestos sin representación" fue restablecido por el presidente Barack Obama poco antes de su investidura en el segundo mandato.El presidente Donald Trump continuó usando las placas, aunque declaró no tener ninguna postura respecto a la estadidad ni a la representación del distrito.Sin embargo, en una entrevista en 2020, Trump afirmó que la estadidad de Washington D. C. "nunca se materializaría".

## Argumentos en contra

### El capital nacional debe ser independiente del control estatal
Antes de la fundación del Distrito, James Madison argumentó en el Federalista n.° 43 que la capital nacional debía ser independiente de los estados para garantizar su propio mantenimiento y seguridad. Escribió: «La dependencia de los miembros del gobierno general del Estado que comprende la sede del gobierno, para su protección en el ejercicio de sus funciones, podría acarrear sobre los consejos nacionales una imputación de temor o influencia, igualmente deshonrosa para el gobierno e insatisfactoria para los demás miembros de la Confederación».

### La reducción del capital daría al presidente demasiado poder en las elecciones
Las propuestas de estadidad abordan la preocupación de que la capital nacional sea independiente de los estados, reservando un enclave independiente para los edificios del gobierno federal.Específicamente, la Ley de Admisión de Washington D. C., la legislación estatal apoyada por el gobierno del distrito desde 2017, crea un enclave dentro del estado propuesto, conocido como "La Capital", que actuará como el nuevo distrito federal. Esta capital abarcaría la Casa Blanca, el Capitolio, la Corte Suprema y otras oficinas federales importantes.Sin embargo, la Ley de Admisión de Washington D. C. no afectaría la Vigésima Tercera Enmienda a la Constitución, que exige que la capital de los Estados Unidos "nombrará" al menos a tres miembros del Colegio Electoral, aunque no sea un estado. El texto de la enmienda establece que la capital elegirá a sus electores "de la manera que disponga el Congreso"; si bien el Distrito de Columbia actualmente elige a sus electores con base en el voto popular del día de las elecciones presidenciales,esto no es un requisito de la enmienda.
Críticos como Hewitt Pate, de la Fundación Heritage, han argumentado que la continuación de la Enmienda 23 crearía un resultado absurdo porque la familia presidencial estaría entre las 30 y 50 personas que viven en la capital más pequeña, lo que les daría una influencia desproporcionada en los tres votos electorales de la capital y, por lo tanto, en la elección o reelección del presidente.La Ley de Admisión del Distrito de Columbia intenta abordar esta cuestión derogando las leyes establecidas por el Congreso que controlan cómo el Distrito de Columbia elige a los miembros de su Colegio Electoral, pero el Servicio de Investigación del Congreso ha concluido que incluso con esta disposición, los tribunales probablemente encontrarían que la Enmienda 23 todavía otorga tres votos electorales a la capital más pequeña.
Además, la Ley de Admisión del Distrito de Columbia requeriría que el Congreso aborde rápidamente la cuestión de la derogación de la Enmienda 23: 34–40  Sin embargo, la derogación real de la enmienda en sí aún requeriría la aprobación de tres cuartas partes de los estados después de que el Congreso apruebe la enmienda de derogación propuesta, como lo exige el Artículo V de la Constitución.

## Propuestas alternativas a la estadidad

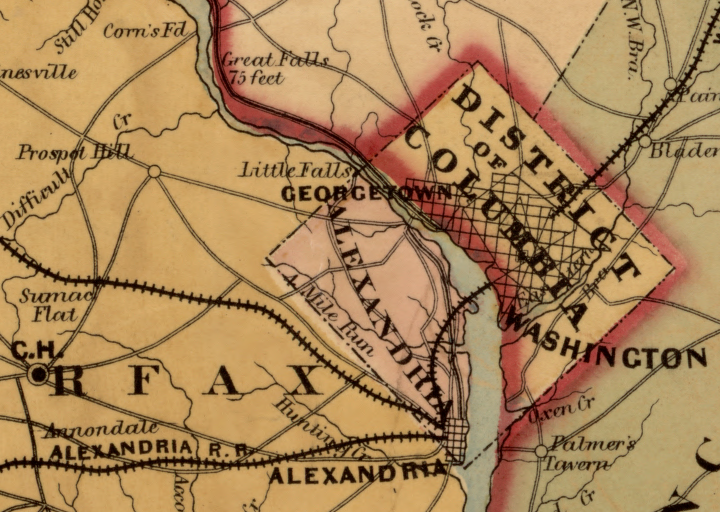
El Distrito Federal, que no tendría más de 10 millas de lado, se estableció en 1790. El área en Virginia fue retrocedida en 1847. En 1961 se aprobó la Enmienda 23 dándole a DC el derecho a votar por el presidente.

Se han propuesto alternativas a la estadidad para otorgar al distrito diversos grados de mayor autonomía política y representación electoral en el Congreso. La mayoría de las propuestas generalmente implican tratar al Distrito de Columbia como un estado o permitir que Maryland recupere las tierras que donó para formar el distrito.

### Retrocesión
En un proceso conocido como retrocesión, la jurisdicción sobre el Distrito de Columbia podría devolverse a Maryland o cederse a Virginia, posiblemente excluyendo una pequeña extensión de tierra que rodea inmediatamente el Capitolio de los Estados Unidos, la Casa Blanca y el edificio de la Corte Suprema.Esto requeriría un acuerdo entre el Congreso y la Asamblea General de Maryland o la Asamblea General de Virginia. Si el distrito se devolviera a Maryland o se cediera a Virginia, los residentes del Distrito obtendrían representación con derecho a voto en el Congreso como residentes de Maryland o Virginia.La retrocesión también podría alterar la idea de una capital nacional independiente, tal como la concibieron los Padres Fundadores.Sin embargo, la retrocesión es impopular entre los residentes del Distrito de Columbia.Además, bajo cualquier propuesta de retrocesión, la exclusión de pequeñas extensiones de tierra como distrito federal residual otorgaría al número mínimo de personas que viven en esas tierras (posiblemente exclusivamente a quienes viven en la Casa Blanca) tres votos electorales en cada elección presidencial de EE. UU., si no se derogara la Enmienda 23.
Una propuesta relacionada con la retrocesión fue la "Ley de Restauración del Derecho al Voto del Distrito de Columbia de 2004" (H.R. 3709), que habría tratado a los residentes del distrito como residentes de Maryland para la representación en el Congreso. La delegación de Maryland en el Congreso se distribuiría en consecuencia para incluir a la población del distrito.Quienes están a favor de dicho plan argumentan que el Congreso ya cuenta con la autoridad necesaria para aprobar dicha legislación sin las preocupaciones constitucionales de otras soluciones propuestas. Desde la fundación del Distrito en 1790 hasta la aprobación de la Ley Orgánica de 1801, los ciudadanos residentes en el Distrito de Columbia continuaron votando por los miembros del Congreso en Maryland o Virginia; por lo tanto, los juristas proponen que el Congreso tiene la facultad de restaurar esos derechos al voto, manteniendo al mismo tiempo la integridad del distrito federal.Sin embargo, la legislación propuesta nunca salió del comité y no otorgaría al distrito ninguna autoridad adicional sobre sus asuntos locales.

### Reformas del derecho al voto
Se han presentado varios proyectos de ley en el Congreso para otorgar al Distrito de Columbia representación con voto en una o ambas cámaras. La cuestión principal con todas las propuestas legislativas es si el Congreso tiene la autoridad constitucional para otorgarle representación con voto. Los congresistas que apoyan los proyectos de ley argumentan que las cuestiones constitucionales no deberían impedir su aprobación, sino que deberían dejarse en manos de los tribunales.Una crítica secundaria a una solución legislativa es que cualquier ley que otorgue representación al distrito podría ser derogada en el futuro. Además, las propuestas legislativas recientes abordan la concesión de representación únicamente en la Cámara de Representantes, lo que dejaría sin resolver la cuestión de la representación en el Senado para los residentes del Distrito.Desde que se propuso la Enmienda al Derecho al Voto del Distrito de Columbia en 1978, ningún proyecto de ley que otorgue representación con voto al distrito ha sido aprobado con éxito en ambas cámaras del Congreso, aunque la Ley del Derecho al Voto de la Cámara de Representantes del Distrito de Columbia de 2009 sí fue aprobada en el Senado en 2009. De aprobarse un proyecto de ley, la ley no otorgaría al distrito ninguna autoridad adicional sobre sus asuntos locales.

## Apoyo político y oposición

### Organizaciones de derechos civiles, religiosas, laborales, empresariales y cívicas
Grupos religiosos que apoyan la estadidad para D.C. incluyen al Comité Judío Estadounidense, la Iglesia Episcopal,la Unión para el Judaísmo Reformista, la Iglesia Unida de Cristo, la Junta General de Iglesia y Sociedad de la Iglesia Metodista Unida, el Lobby Católico por la Justicia Socialy la Asociación Unitaria Universalista.El 22 de junio de 2021, más de 300 líderes religiosos respaldaron la estadidad, incluido James Winkler, jefe del Consejo Nacional de Iglesias.
Según la Comisión para la Estadidad, una oficina del Gobierno del Distrito de Columbia, la estadidad de D.C. cuenta con el apoyo de la Universidad Americana la Universidad de Georgetown, la Liga de Mujeres Votantes, la Asociación Nacional de Abogados, la Unión Estadounidense por las Libertades Civiles, la AFL-CIO, la Federación Estadounidense de Maestros, la Campaña de Derechos Humanos, la Conferencia de Liderazgo sobre Derechos Civiles y Humanos, la NAACP, la Asociación Nacional de Educación, el Sindicato Nacional de Empleados del Tesoro, la Liga Urbana Nacional, SEIU, el Sierra Club, la Unión de Científicos Conscientes y muchos otros.
Una carta del 22 de julio de 2021 dirigida al presidente Biden solicitando apoyo al derecho al voto y a la condición de estado de Washington D. C., preparada por la Conferencia de Liderazgo sobre Derechos Civiles y Humanos, fue firmada por 150 organizaciones, entre ellas el Fondo de Defensa de los Niños, Common Cause, la Asociación Nacional de Trabajadores Sociales, el Consejo de Defensa de los Recursos Naturales, la Organización Nacional de Mujeres y los Trabajadores de las Comunicaciones de Estados Unidos.
En marzo de 2021, el Consejo Federal de la Ciudad, un consorcio de líderes cívicos y empresariales de Washington que promueve el desarrollo económico en el Distrito de Columbia, lanzó una organización de investigación, Statehood Research DC, para proporcionar los detalles históricos, económicos y legales de la conversión del Distrito de Columbia en un estado.

### Partidos políticos del Distrito de Columbia
La estadidad cuenta con el apoyo del Partido Demócrata del Distrito de Columbia,el Partido Libertario del Distrito de Columbia,y el Partido Verde por la Estadidad del Distrito de Columbia.La plataforma del Partido Republicano del Distrito de Columbia establece: «El Distrito de Columbia debe convertirse en estado o sus residentes deben estar exentos del impuesto federal sobre la renta».

### Demócratas

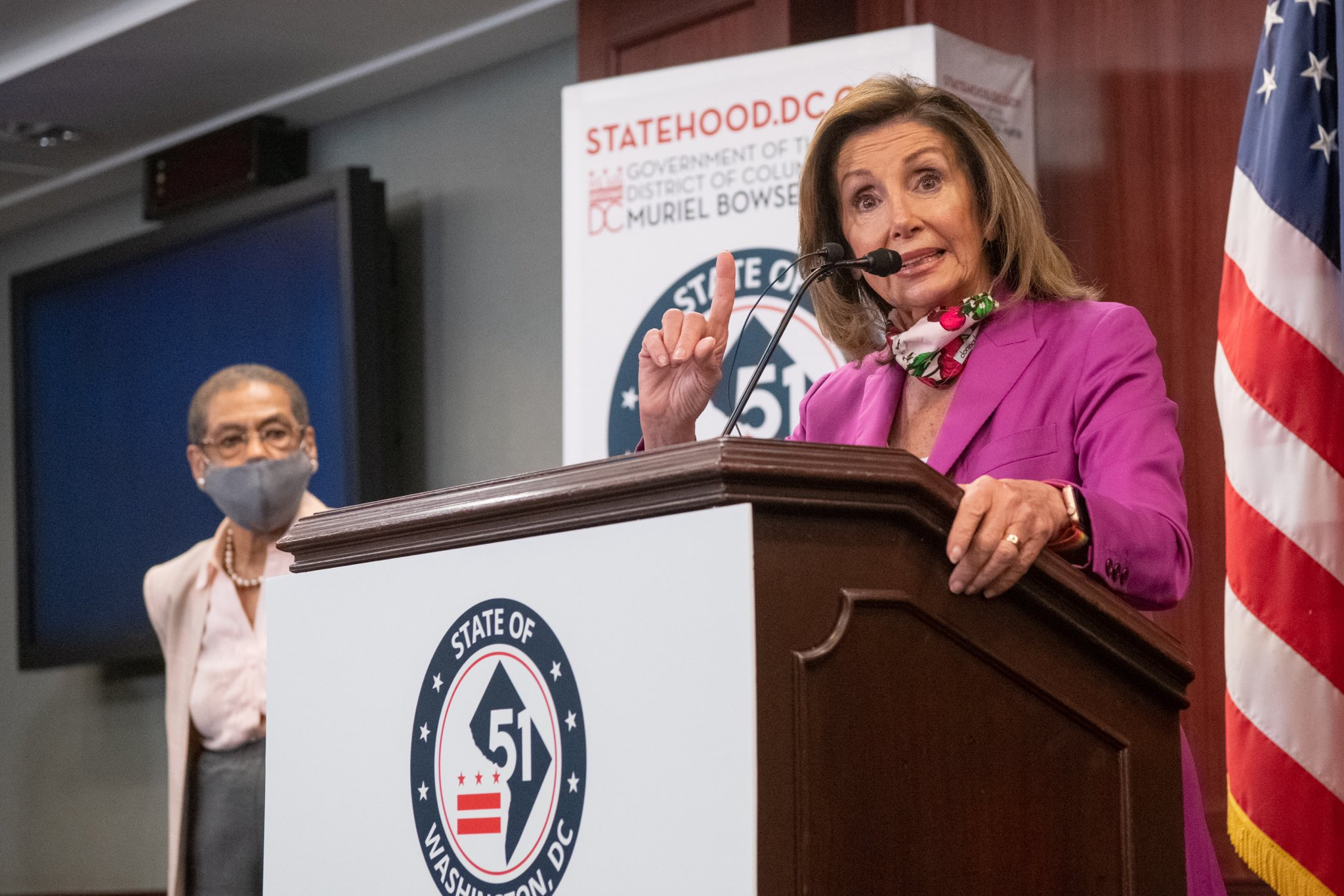
La presidenta de la Cámara de Representantes, Nancy Pelosi, habla a favor de la condición de estado de Washington D. C. en 2020.

Los presidentes demócratas y los candidatos presidenciales desde Bill Clinton han apoyado la estadidad, incluido el expresidente Barack Obama, la candidata de 2016 Hillary Clinton y el expresidente Joe Biden.La plataforma nacional del Partido Demócrata incluyó el apoyo a la estadidad nuevamente a partir de 2016, habiendo sido previamente eliminado de la plataforma entre 2004 y 2012.
Desde el fracaso de la estadidad en 1993 hasta el fracaso de la Ley de Derechos Electorales de la Cámara de Representantes de 2009, ni la estadidad ni la retrocesión fueron una prioridad legislativa para ninguno de los partidos.En 2014, los senadores de Maryland, ambos demócratas, copatrocinaron un proyecto de ley de estadidad para D.C.
En mayo de 2017, se presentó la Ley de Admisión de Washington D. C. en el Senado de los Estados Unidos, lo que dio lugar a las primeras audiencias sobre el tema en años.En febrero de 2019, los líderes demócratas de la Cámara de Representantes apoyaron la legislación para otorgarle a D.C. la condición de estado.El proyecto de ley H.R. 1, que incluía una expresión de apoyo no vinculante, se aprobó con 234 votos a favor y 193 en contra en marzo de 2019.En 2020 y 2021, el pleno de la Cámara de Representantes votó sobre proyectos de ley para la condición de estado, ambos aprobados mediante votaciones partidarias con el apoyo de los demócratas y la oposición de los republicanos.
El 30 de abril de 2021, el senador demócrata Joe Manchin se pronunció en contra de la H.R. 51 y la S. 51, condenando efectivamente su aprobación.

### Republicanos
El Partido Republicano nacional se opone a la estadidad y cree que se requeriría una enmienda constitucional para que el distrito se convirtiera en estado. La plataforma del Partido Republicano de 2016 declaró: «La estadidad del Distrito solo puede lograrse mediante una enmienda constitucional. Cualquier otro enfoque sería inválido».
Los republicanos del Congreso se han opuesto firmemente a los proyectos de ley de estadidad que intentan convertir al distrito en estado sin modificar primero la Constitución, calificando los intentos de los demócratas del Congreso de aprobar la estadidad como una "toma de poder inconstitucional para obtener dos escaños progresistas en el Senado".El líder republicano del Senado, Mitch McConnell, ha calificado la estadidad de D.C. de "socialismo puro y duro" y ha prometido oponerse a cualquier iniciativa de estadidad en el Senado.
La plataforma del Partido Republicano de D.C. dice: «El Distrito de Columbia debe convertirse en un estado o sus residentes deben estar exentos del impuesto federal sobre la renta».